# Bakari Koussou
Bakari Koussou ou Bakari Kusu, originaire de Madagascar, mort exécuté le 22 juin 1856 à Dzaoudzi (colonie de Mayotte), est le leader d'une révolte de travailleurs mahorais contre la France en 1856.

## Biographie

### Compagnon du sultan
Bakari Koussou est un Antalote originaire de Majunga, à Madagascar. Il est un Sakalava installé à Mayotte,. 
Quand la France achète l'île de Mayotte au sultan Andriantsoly le 25 avril 1841, Bakari Koussou est un des compagnons de ce dernier,,, et figure, à ce titre, parmi les signataires du traité de cession de l'île,,. Il possède alors des esclaves, au nombre de vingt-trois, et le gouvernement français est censé lui verser une rente annuelle, comme pour Andriantsoly,.

### Abolition de l'esclavage
Par une ordonnance royale du 9 décembre 1846, promulguée à Mayotte le 1er juillet 1847,, la France abolit l'esclavage à Mayotte,, deux ans avant le décret d'abolition de l'esclavage du 27 avril 1848. Cette abolition un peu plus précoce à Mayotte que dans les autres colonies est pragmatique. En effet, voulant développer le commerce et les plantations à Mayotte, l'administration française veut éviter la traite négrière, interdite et surveillée par la marine britannique présente dans le canal du Mozambique, et privilégier le recrutement de travailleurs libres. D'autre part, les planteurs, organisés dans une Société des Comores fondée à Paris en 1845, veulent récupérer la main-d'œuvre mahoraise en libérant les esclaves de leurs maîtres pour leur donner un statut de travailleur libre sous autorité française,. 
Ainsi, les esclaves mahorais, affranchis à partir de 1847, doivent rester cinq ans engagés au service de la colonie ou des planteurs,. Dans les années suivantes, les planteurs recrutent en plus de nombreux travailleurs engagés à Madagascar et au Mozambique,. Théoriquement, les planteurs doivent engager uniquement des travailleurs libres, mais ces derniers sont bien souvent dans les faits des esclaves vendus par leur maîtres. Les salaires sont très bas et versés avec retard et les conditions de travail et de vie sont difficiles, proches de l'esclavage.

### Chef de la révolte
Le 18 mars 1846, des travailleurs se révoltent, tuant un garde forestier et un commandeur d'habitation. Le leader des insurgés est Bakari Koussou,,. Cela peut paraître paradoxal pour un riche propriétaire comme lui, mais, après les mesures d'affranchissement, il est devenu un opposant aux Français. Selon Siti Yahaya, il se sert du ressentiment des travailleurs engagés pour lutter contre les Français, qui, depuis leur installation, lui ont fait perdre une partie de son statut social.
Cette révolte est perçue par l'administration française comme une révolte anticoloniale, mais l'historien Jean Martin y voit plutôt « une révolte prolétarienne »,. Pendant un mois, les plantations sont abandonnées. Bakari Koussou ne cherche pas prendre le pouvoir sur l'île en se faisant reconnaître comme sultan. Il reste le chef d'une bande de travailleurs révoltés. Il est arrêté le 7 mai. Comme six autres insurgés, il est condamné à mort, le 21 juin 1856. Il est exécuté le 22 juin 1856, sur la place publique de Dzaoudzi, alors capitale de Mayotte.

## Mémoire

### Renouveau de la mémoire
À Mayotte, le personnage de Bakari Koussou est connu, et considéré comme un défenseur des opprimés. Toutefois, sa mémoire est peu présente dans l'espace public, où il n'y a pas de monument ou de plaque qui l'honore. Un village, appelé Bakarikoussi, portait son nom, mais aujourd'hui il n'existe plus. Une seule rue porte son nom, dans la ville de Koungou et le collège de Dzoumogné a été baptisé collège Bakari Kusu. La révolte qu'il a menée est peu évoquée par les politiques mahorais, parce qu'elle remet en cause le récit d'une colonisation française présentée comme douce.
En 1997, le chanteur Babadi a consacré à Bakari Koussou une chanson, intitulée Fight. L'histoire de Bakari Koussou a été mise en scène par le dramaturge mahorais Alain-Kamal Martial, dans une pièce intitulée Bakar Kusu, qui est représentée en 2005. Le romancier Abdou Salam Blanco a ensuite rédigé le journal de bord de Bakari Koussou dans son ouvrage Coupeurs de tête, paru en 2007,. Ces trois œuvres participent d'un renouveau de la mémoire de Bakari Koussou.

### Œuvres consacrées à Bakari Koussou
- Alain-Kamal Martial, Bakar Kusu (pièce de théâtre), 2005.
- Abdou Baco Mambo, Coupeurs de têtes, Saint-Denis, Éditions Orphie, coll. « Autour du monde », 2007, 208 p. (ISBN 978-2-87763-381-9).